# Autostrada międzystanowa nr 39
Interstate 39 – autostrada międzystanowa w USA. Prowadzi z miejscowości Normal, Illinois na północ do Rothschild, Wisconsin. Odległość między tymi dwoma miejscowościami wynosi 492,68 km.
Autostrada przebiega przez:
- Illinois
  - Normal
  - Rockford
- Wisconsin
  - Beloit
  - Madison
  - Portage
  - Rothschild